# Quai Lucien-Lefranc
Le quai Lucien-Lefranc est un quai situé à Aubervilliers, commune du département de Seine-Saint-Denis, en France.

## Situation et accès
Partant du croisement de la rue du Landy et du pont du Landy, ce quai longe le canal Saint-Denis en se dirigeant vers le sud. Il marque le début de la rue de Saint-Gobain, puis immédiatement après, de la rue de la Haie-Coq, en face de la passerelle de la Haie-Coq, qui franchit le canal. Il se termine au carrefour de l'avenue Victor-Hugo et du pont de Stains, face à la rue Madeleine-Vionnet.

## Origine du nom

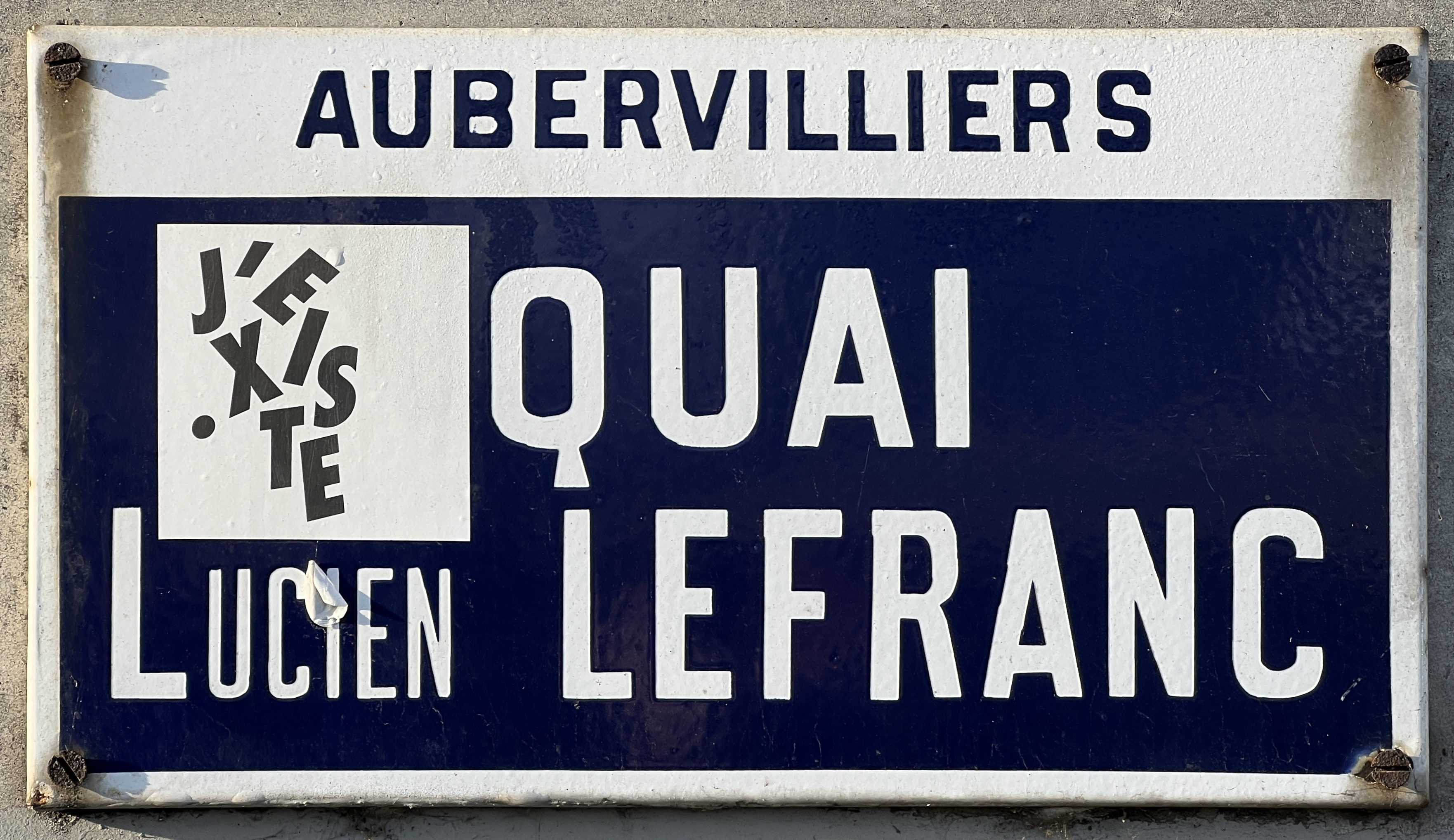
Plaque Quai Lucien Lefranc.

Lors de la construction du canal Saint-Denis, ce quai en était un chemin de halage, et aucun nom ne lui fut attribué jusque dans les années 1930.
Après-guerre, il a été nommé en hommage à Lucien Frédéric Lefranc, fusillé en 1943. Tout d'abord enterré au cimetière parisien d'Ivry, son corps fut transféré après la Libération au cimetière communal d’Aubervilliers.

## Historique

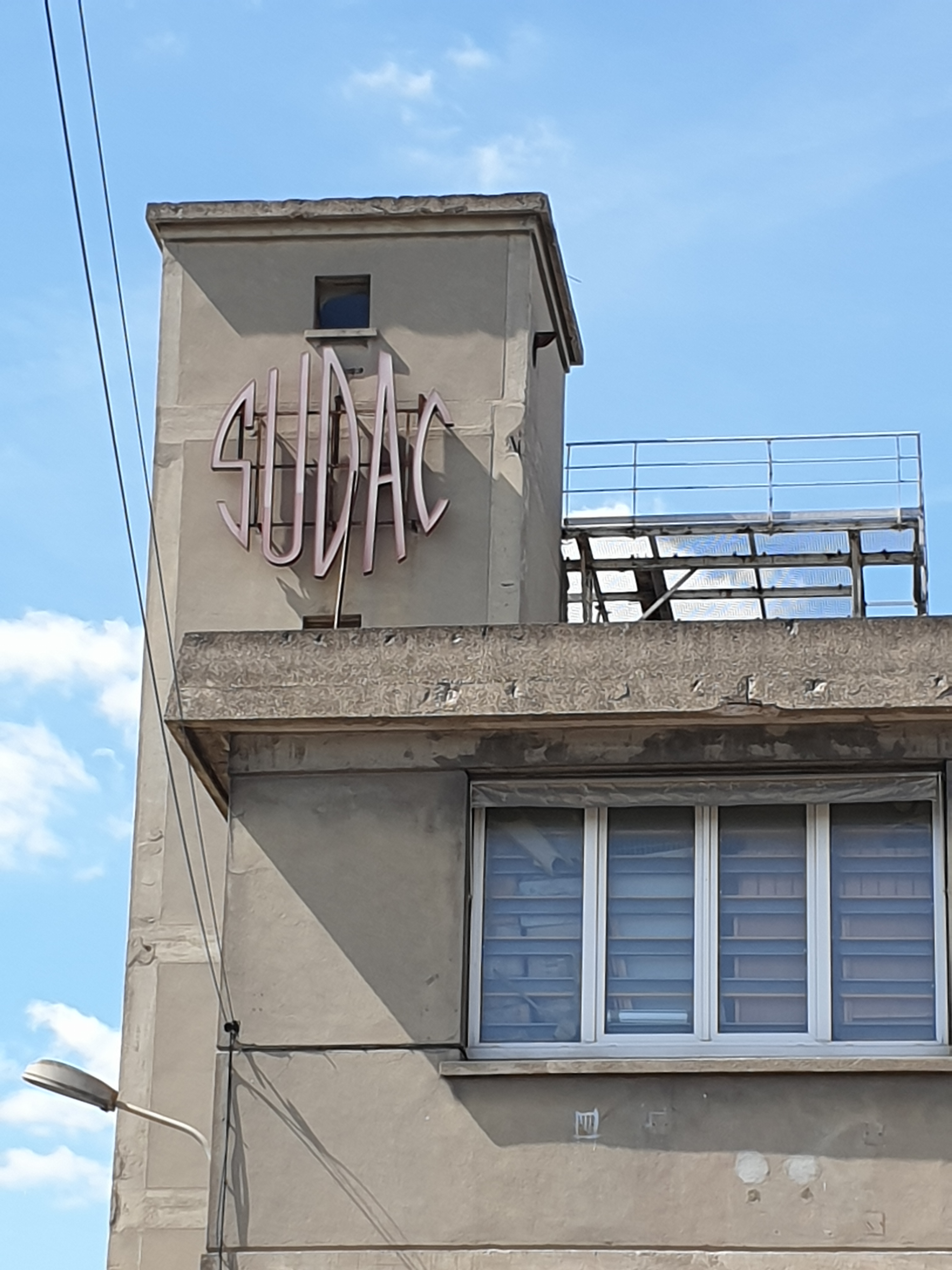
L'usine Sudac air service en 2022.

L'histoire de ce quai est liée au passé industriel de la ville. Ainsi, en 1880, une usine Saint-Gobain s'installa à cet endroit, tirant parti des facilités de transport qu'amenaient le canal. Encore aujourd'hui, ce mode de transport est utilisé notamment par l'industrie du béton, comme Cemex.

## Bâtiments remarquables et lieux de mémoire
- Emplacement du pont tournant d'Aubervilliers, qui remplaça en 1886 un pont-levis qui permettait de rejoindre la rue du Tournant, à un coude de la rue Heurtault, qui lui donna son nom. Mesurant trente mètres de longueur, il comportait deux voies pavées de bois sur une charpente en fer. Il fut détruit en 1982[5].
- Ancienne usine Sudac air service, construite en 1959 et mise en service en 1961[6].

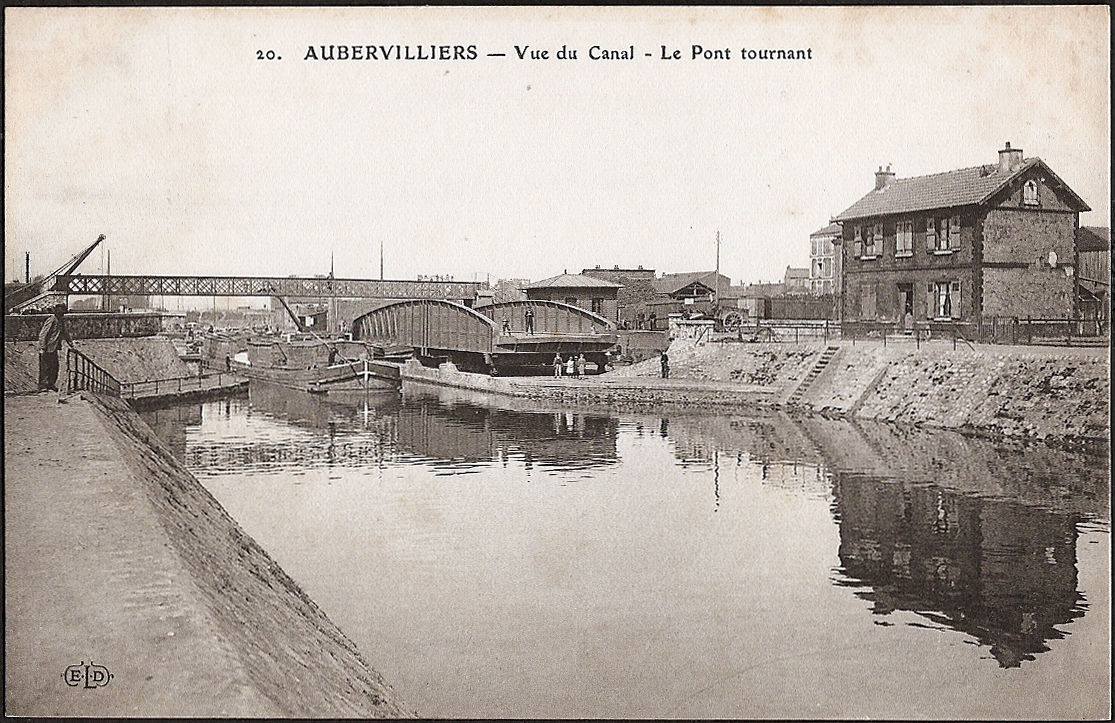
Le pont tournant et la passerelle de la Haie-Coq, côté sud, vers 1910.
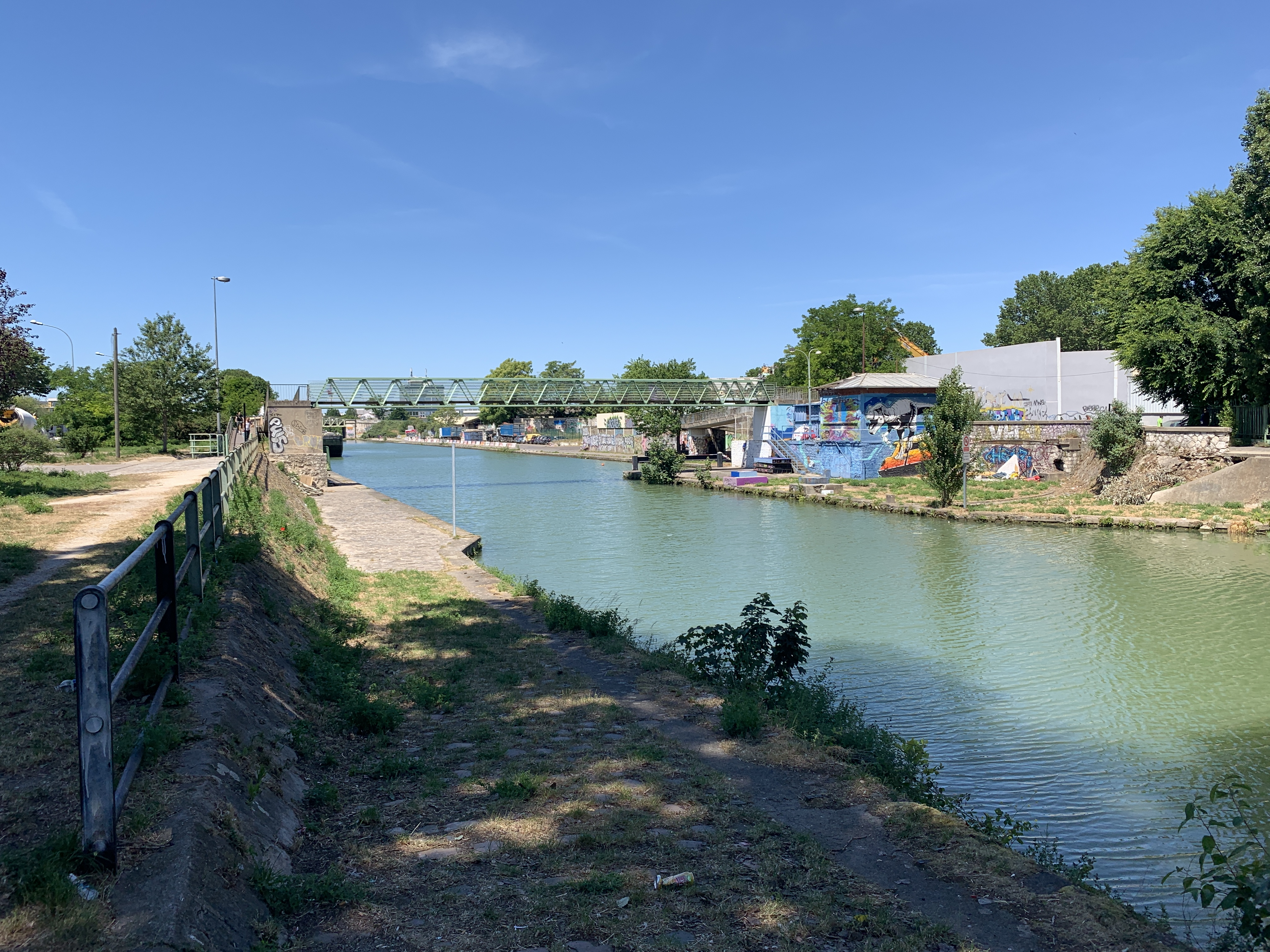
Au pied de la passerelle de la Haie-Coq sont visibles jusqu'en 2023 les derniers vestiges du pont tournant : le rail circulaire dans la chaussée et les supports en béton.
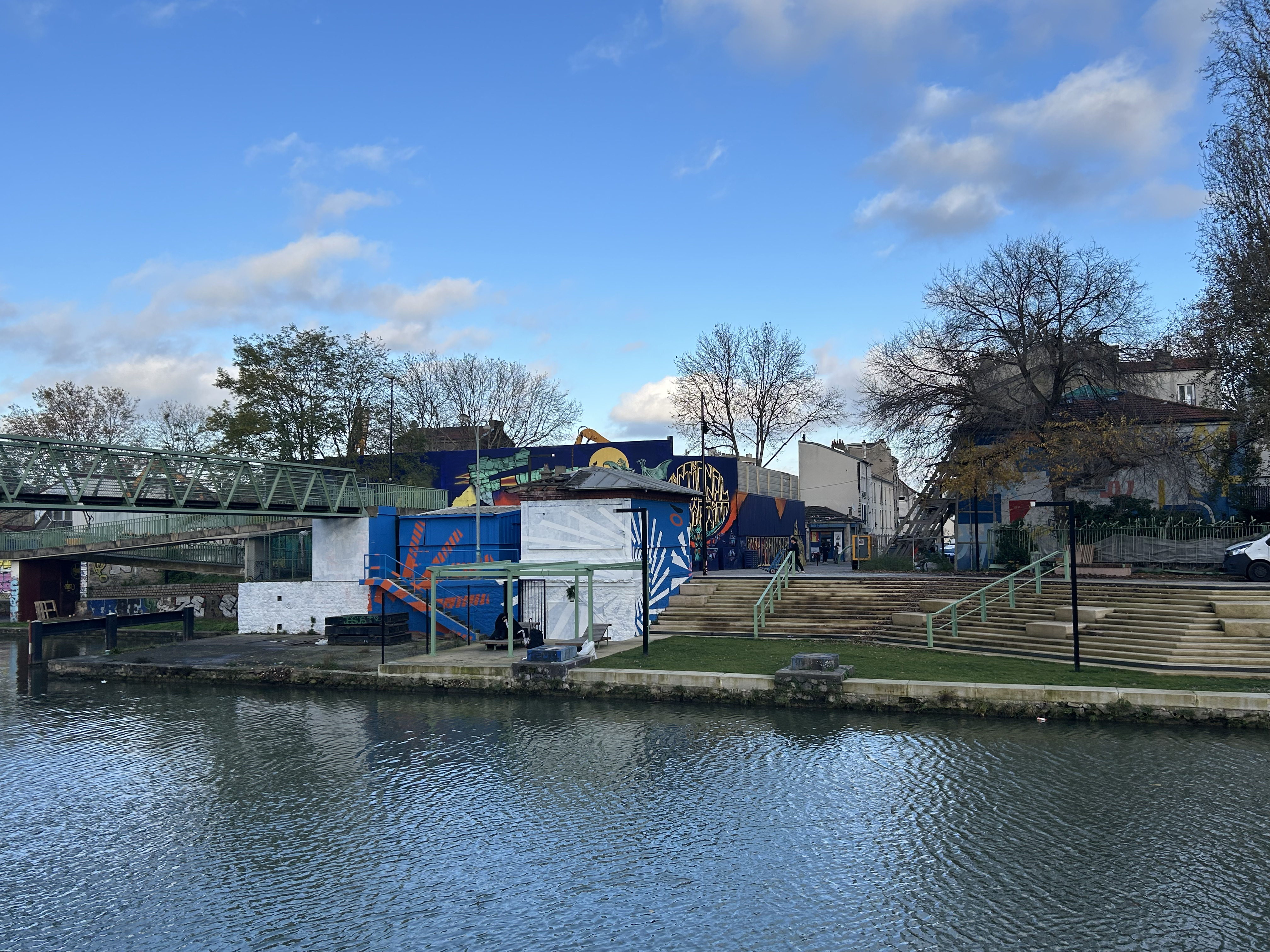
En 2024, seuls les supports en béton subsistent.